# Anna Sundström Lindmark

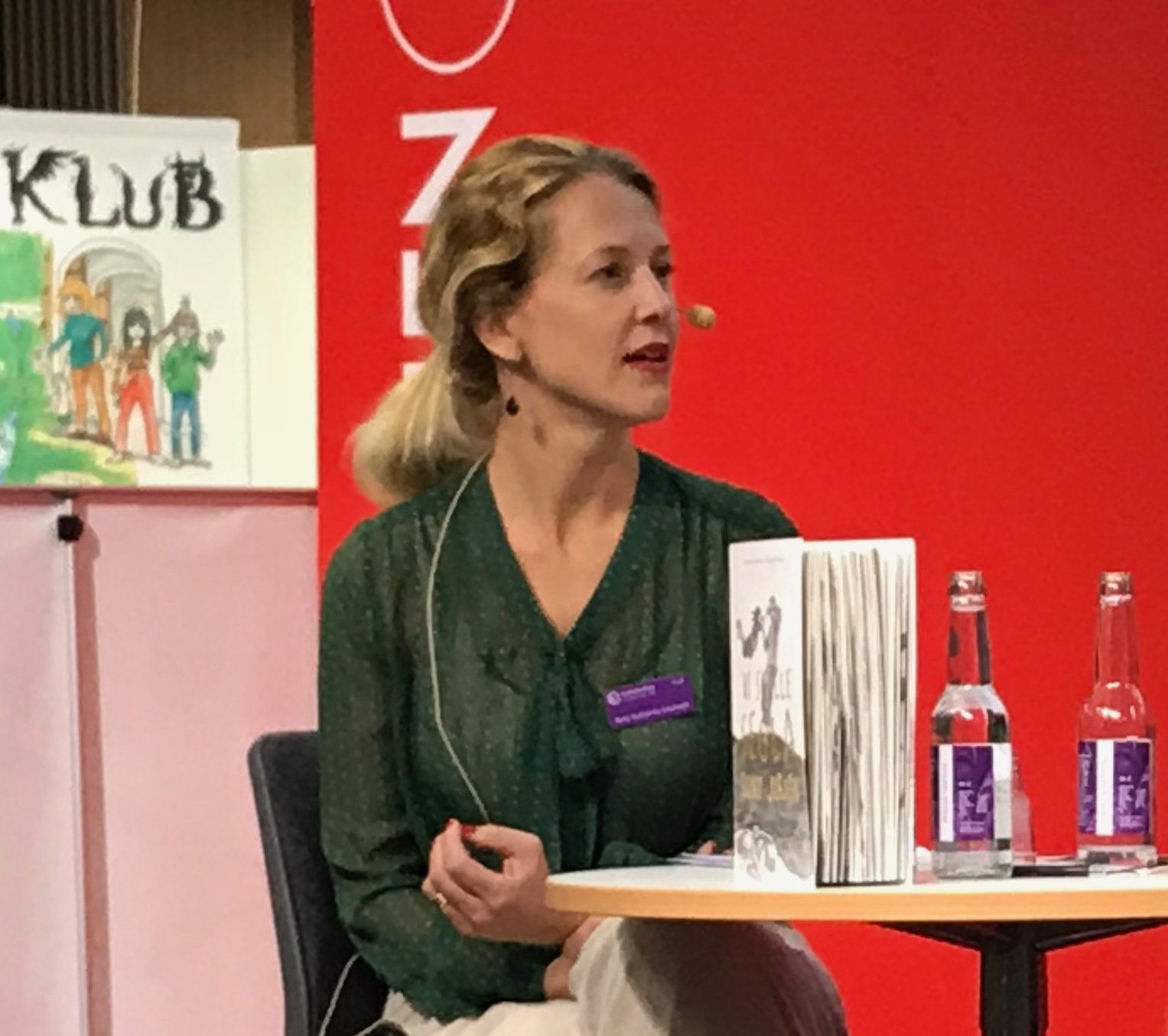
Anna Sundström Lindmark på Bokmässan i Göteborg 2018.

Anna Sundström Lindmark, född 5 september 1975, är en svensk författare, journalist, berättare och föreläsare. Hon bor i Sikeå, Västerbottens län.

## Biografi
Anna Sundström Lindmark har studerat drama teater film, vetenskapsjournalistik och  skapande svenska vid Umeå universitet samt praktisk filosofi, litteraturvetenskap och kulturstudier vid Uppsala universitet.
2016 var hon en av medgrundarna till  Write Your Self som är en global skrivrörelse med syfte att hjälpa traumatiserade människor att återerövra sina röster och berättelser. Samma år debuterade hon med den autofiktiva romanen I skuggan av av ett geni som handlar om hennes farfar uppfinnaren Alvar Lindmark. 2018 kom den grafiska romanen för barn och ungdom Vi skulle segla jorden runt, skapad tillsammans med konstnären Elisabeth Widmark. Boken handlar om psykisk ohälsa och självmord och vänder sig till den som har en förälder som har tagit livet av sig

## Priser och utmärkelser
- 2019 Berättarkraft, stipendium utdelat vid Berättarfestivalen i Skellefteå.[6]